# Gens Rubria
La gens Rubria fue una gens de la Antigua Roma de origen plebeyo. Sus primeros miembros conocidos son contemporáneos de los Gracos. En época imperial accedieron al consulado.
Los cognomina usados por esta gens en época republicana fueron Doseno, Ruga y Varrón, que corresponden a Lucio Rubrio Doseno, triunviro monetario en el año 87 a. C., Rubrio Ruga, uno de los cesaricidas, y Quinto Rubrio Varrón, abogado mencionado por Cicerón que fue desterrado en el año 88 a. C. Se han hallado tumbas de los Rubrios en la Via Portuense, en el área de la estación de Termini, y en la Via Apia, cerca de los columbarios Codini.